# 枕流公寓

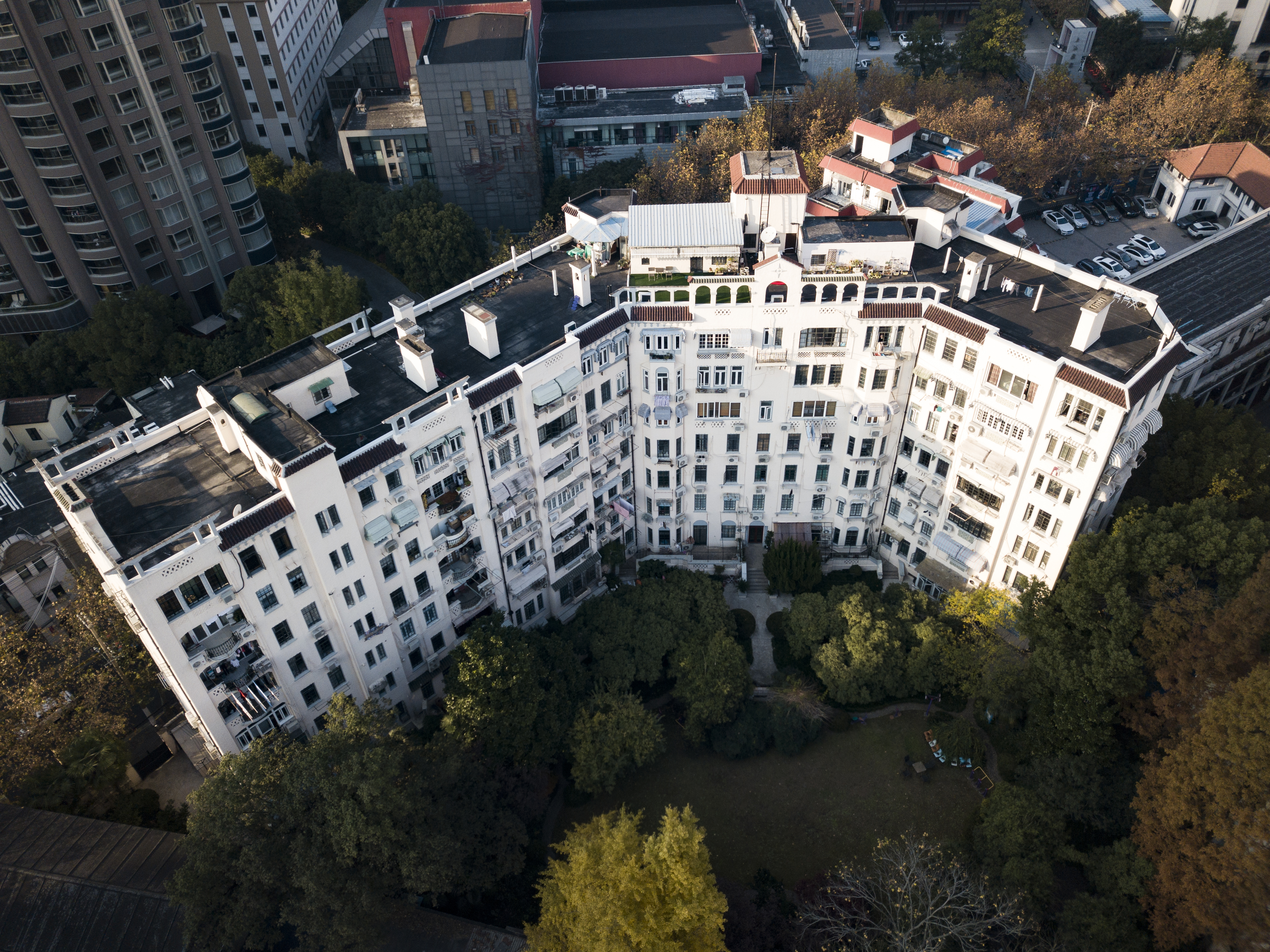
枕流公寓

枕流公寓（ちんりゅうこうぐう、Brookside Apartments）は、上海市静安区華山路にある建築である。1994年に上海市優秀歴史建築に登録した。枕流公寓は元々、李鴻章家族が所有し、多くのセレブが入居していた。歌手の周璇は1932年から1957年まで、20年以上このマンションの住民だった。
1930年に竣工し、地上七階、地下一階で高さは28.9メートル、外観は折衷主義建築である。地下にプールを設けた。